# Noche Blanquiazul
La Noche Blanquiazul es la denominación referida a la jornada de presentación del plantel profesional del equipo de fútbol del Club Alianza Lima, uno de los considerados tres grandes del Perú, cada año ante sus hinchas.
Iniciada con algún espectáculo musical (usualmente música criolla o salsa), en la Noche Blanquiazul se procede a presentar a los nuevos jugadores del club para luego jugar un partido amistoso de fondo ante un equipo internacional como invitado, encuentro que generalmente ha tenido como escenario futbolístico el estadio Alejandro Villanueva. El evento se celebró por primera vez en el año 1995.

## Historia
Alianza Lima fue el primer equipo peruano en la historia que presentó de maneral oficial a su primer equipo frente a sus hinchas en un partido de exhibición en el Perú, esto fue durante los 90s. Pío Dávila Esquenazi era presidente del Alianza Lima en aquel entonces, cuando en 1995 se efectuó la primera Noche Blanquiazul en el estadio de Matute, jugando contra Green Cross. Este hecho es histórico pues marcó la pauta para que los demás equipos peruanos con el transcurrir de los años imiten la genial idea. 
En los años posteriores, se siguió invitando a equipos del exterior como Liverpool, Emelec, U Católica, entre otros. La edición de 2011 sería la décima edición de este torneo; sin embargo, solamente se hizo la presentación de la camiseta y del plantel profesional de aquel año, mas no se jugó ningún partido amistoso. Desde el año 2012 en adelante la realización de la Noche Blanquiazul se ha dado de manera ininterrumpida y ya es tradición en el calendario del club íntimo. 
La goleada más grande fue el 6 a 1 a favor de Alianza Lima ante Universitario de Sucre en el año 2013. Al año siguiente el rival fue Rentistas de Uruguay, el partido se jugó el 31 de enero y fue victoria aliancista con goles de Mauro Guevgeozián y Luis Trujillo. En aquella edición se realizó un homenaje a Rafael Castillo.
En la edición 2015 el rival a vencer fue nuevamente un club uruguayo, esta vez sería el turno de Fénix. Christian Cueva fue el autor del gol con el que los blanquiazules ganarían el partido. En 2016 se enfrentarían a Emelec de Ecuador, el primer tiempo fue dominado por el club visitante, que abrió el marcador por la vía del penal, luego llegaría el 2 a 0 a favor de Emelec, Walter Ibáñez descontaría para Alianza y tras un tiro libre ejecutado por Reimond Manco llegaría el empate, pero en lo que quedaba por jugarse se le cobraría un penal a favor de los blanquiazules que ejecutó el capitán Walter Ibáñez para luego anotar el gol que significaría la remontada.
Los equipos chilenos Palestino y Audax Italiano serían los ganadores en las ediciones de 2017 y 2018 respectivamente. En 2019, Alianza venció a Barcelona de Ecuador con tres goles del uruguayo Mauricio Affonso.
En el año 2023, Alianza Lima fue el primer equipo peruano en organizar una presentación exclusiva del equipo de fútbol femenino, denominada "Noche Blanquiazul Femenina", que además fue televisada. Ese mismo año, realzó la presentación oficial de su equipo de voleibol femenino en la "Noche Blanquiazul Vóley", previo al inicio de la Liga Nacional Superior de Voleibol Femenino 2023-2024.
Alianza Lima ha anunciado oficialmente la realización de la Noche Blanquiazul 2024 en el Estadio Nacional, donde enfrentará al Once Caldas de Colombia. Además, tras este comunicado, se ha revelado que el equipo íntimo llevará a cabo otra presentación de su plantel en la ciudad de Trujillo, enfrentándose al Universidad Católica de Chile.

## Desarrollo

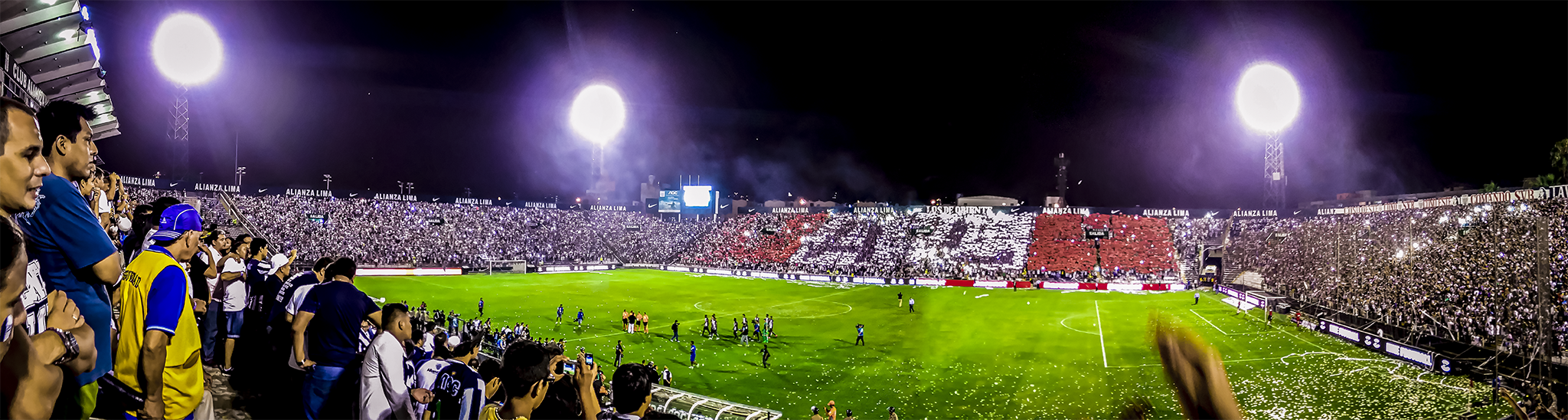
Mosaico en la Noche Blanquiazul 2016.

La Noche Blanquiazul es el día en que la hinchada aliancista está de fiesta conociendo los jugadores que lo representarán en el torneo nacional y en torneos internacionales de la temporada. Siempre se presentan los nuevos jugadores que el club contrató junto con los que continúan de la temporada anterior, así como también la nueva indumentaria que el equipo íntimo utilizará durante el año. Como parte del show se presentan grupos musicales generalmente de música criolla y salsa, además la presentación del plantel viene acompañada de múltiples efectos de luces y pirotécnicos. El partido amistoso que se juega es contra equipos internacionales, y genera una enorme expectativa entre los hinchas blanquiazules a inicios de temporada. Generalmente se ha desarrollado a finales de enero o inicios de febrero, dependiendo el año y el inicio del torneo.

## Historial

### Noche Blanquiazul (equipo masculino)
| Noche Blanquiazul | Noche Blanquiazul | Noche Blanquiazul                                                     | Noche Blanquiazul                                                              | Noche Blanquiazul                                                     | Noche Blanquiazul                                                     |
| Ed.               | Año               | Equipo Local                                                          | Goles                                                                          | Resultado                                                             | Equipo Visitante                                                      |
| ----------------- | ----------------- | --------------------------------------------------------------------- | ------------------------------------------------------------------------------ | --------------------------------------------------------------------- | --------------------------------------------------------------------- |
| 1°                | 1995              | Alianza Lima                                                          | Frank Ruiz                                                                     | 1-0                                                                   | Green Cross                                                           |
| 2°                | 1996              | Alianza Lima                                                          | Marco Valencia                                                                 | 1-0                                                                   | Liverpool                                                             |
| 3°                | 1997              | Alianza Lima                                                          | César Rosales, Marcelo Bujica, Paulo Hinostroza                                | 3-3                                                                   | Emelec                                                                |
| -                 | 1998              | No hubo partido, solo hubo presentación del equipo.                   | No hubo partido, solo hubo presentación del equipo.                            | No hubo partido, solo hubo presentación del equipo.                   | No hubo partido, solo hubo presentación del equipo.                   |
| -                 | 1999              | No hubo partido, solo hubo presentación del equipo.                   | No hubo partido, solo hubo presentación del equipo.                            | No hubo partido, solo hubo presentación del equipo.                   | No hubo partido, solo hubo presentación del equipo.                   |
| -                 | 2000              | No hubo partido, solo hubo presentación del equipo.                   | No hubo partido, solo hubo presentación del equipo.                            | No hubo partido, solo hubo presentación del equipo.                   | No hubo partido, solo hubo presentación del equipo.                   |
| 4°                | 2001              | Alianza Lima                                                          | Henry Quinteros, Juan Carlos Bazalar                                           | 2-3                                                                   | LDU Quito                                                             |
| 5°                | 2002              | Alianza Lima                                                          | Wilmer Aguirre                                                                 | 1-0                                                                   | U Católica                                                            |
| -                 | 2003              | No hubo partido, solo hubo presentación del equipo.                   | No hubo partido, solo hubo presentación del equipo.                            | No hubo partido, solo hubo presentación del equipo.                   | No hubo partido, solo hubo presentación del equipo.                   |
| -                 | 2004              | No hubo partido, solo hubo presentación del equipo.                   | No hubo partido, solo hubo presentación del equipo.                            | No hubo partido, solo hubo presentación del equipo.                   | No hubo partido, solo hubo presentación del equipo.                   |
| -                 | 2005              | No hubo partido, solo hubo presentación del equipo.                   | No hubo partido, solo hubo presentación del equipo.                            | No hubo partido, solo hubo presentación del equipo.                   | No hubo partido, solo hubo presentación del equipo.                   |
| -                 | 2006              | No hubo partido, solo hubo presentación del equipo.                   | No hubo partido, solo hubo presentación del equipo.                            | No hubo partido, solo hubo presentación del equipo.                   | No hubo partido, solo hubo presentación del equipo.                   |
| -                 | 2007              | No hubo partido, solo hubo presentación del equipo.                   | No hubo partido, solo hubo presentación del equipo.                            | No hubo partido, solo hubo presentación del equipo.                   | No hubo partido, solo hubo presentación del equipo.                   |
| 6°                | 2008              | Alianza Lima                                                          | -                                                                              | 0-1                                                                   | Emelec                                                                |
| 7°                | 2009              | Alianza Lima                                                          | -                                                                              | 0-1                                                                   | Once Caldas                                                           |
| 8°                | 2010              | Alianza Lima                                                          | José Carlos Fernández, Henry Quinteros, Joel Sánchez                           | 3-4                                                                   | El Nacional                                                           |
| -                 | 2011              | No hubo partido, solo hubo presentación del equipo.                   | No hubo partido, solo hubo presentación del equipo.                            | No hubo partido, solo hubo presentación del equipo.                   | No hubo partido, solo hubo presentación del equipo.                   |
| 9°                | 2012              | Alianza Lima                                                          | Jonathan Charquero                                                             | 1-1                                                                   | Cerro                                                                 |
| 10°               | 2013              | Alianza Lima                                                          | Rodrigo Cuba, Gino Guerrero (x2), Jhonny Vidales, Yordy Reyna, Henry Quinteros | 6-1                                                                   | Universitario                                                         |
| 11°               | 2014              | Alianza Lima                                                          | Mauro Guevgeozián, Luis Trujillo                                               | 2-1                                                                   | Rentistas                                                             |
| 12°               | 2015              | Alianza Lima                                                          | Christian Cueva                                                                | 1-0                                                                   | Fénix                                                                 |
| 13°               | 2016              | Alianza Lima                                                          | Walter Ibáñez (x2), Reimond Manco                                              | 3-2                                                                   | Emelec                                                                |
| 14°               | 2017              | Alianza Lima                                                          | -                                                                              | 0-2                                                                   | Palestino                                                             |
| 15°               | 2018              | Alianza Lima                                                          | -                                                                              | 0-2                                                                   | Audax Italiano                                                        |
| 16°               | 2019              | Alianza Lima                                                          | Mauricio Affonso (x3)                                                          | 3-0                                                                   | Barcelona                                                             |
| 17°               | 2020              | Alianza Lima                                                          | Jean Deza                                                                      | 1-2                                                                   | Millonarios                                                           |
| -                 | 2021              | No hubo partido. Suspendido debido a la Pandemia de COVID-19 en Perú. | No hubo partido. Suspendido debido a la Pandemia de COVID-19 en Perú.          | No hubo partido. Suspendido debido a la Pandemia de COVID-19 en Perú. | No hubo partido. Suspendido debido a la Pandemia de COVID-19 en Perú. |
| 18°               | 2022              | Alianza Lima                                                          | Oswaldo Valenzuela                                                             | 1-0                                                                   | Independiente Medellín                                                |
| 19°               | 2023              | Alianza Lima                                                          | Pablo Lavandeira, Gabriel Costa                                                | 2-1                                                                   | Junior de Barranquilla                                                |
| 20°               | 2024              | Alianza Lima (Lima)                                                   | Hernán Barcos (x2)                                                             | 2-0                                                                   | Once Caldas                                                           |
| 20°               | 2024              | Alianza Lima (Trujillo)                                               | -                                                                              | 0-0                                                                   | U Católica                                                            |
| 21°               | 2025              | Alianza Lima                                                          | Ricardo Lagos, Eryc Castillo                                                   | 2-0                                                                   | Emelec                                                                |

### Noche Blanquiazul (equipo femenino)
| Noche Blanquiazul | Noche Blanquiazul | Noche Blanquiazul | Noche Blanquiazul                                                     | Noche Blanquiazul | Noche Blanquiazul    |
| Edición           | Año               | Equipo Local      | Goles                                                                 | Resultado         | Equipo Visitante     |
| ----------------- | ----------------- | ----------------- | --------------------------------------------------------------------- | ----------------- | -------------------- |
| 1°                | 2023              | Alianza Lima      | -                                                                     | 0-3               | Colo-Colo            |
| 2°                | 2024              | Alianza Lima      | Allison Azabache, Sashenka Porras, Steffani Otiniano y Gladys Dorador | 4-2               | Universidad Católica |
| 3°                | 2025              | Alianza Lima      |                                                                       | 3-0               | Independiente        |

### Noche Blanquiazul (equipo de voleibol femenino)
| Noche Blanquiazul | Noche Blanquiazul | Noche Blanquiazul | Noche Blanquiazul | Noche Blanquiazul |
| Edición           | Año               | Equipo Local      | Resultado         | Equipo Visitante  |
| ----------------- | ----------------- | ----------------- | ----------------- | ----------------- |
| 1°                | 2023              | Alianza Lima      | 0-3               | Osasco VC         |
| 2°                | 2024              | Alianza Lima      | 1-3               | Boca Juniors      |

## Palmarés

### Títulos por equipo
| Equipo               | Campeonatos                                                                  |
| Alianza Lima         | 12 (1995, 1996, 2002, 2013, 2014, 2015, 2016, 2019, 2022, 2023, 2024-I,2025) |
| LDU Quito            | 1 (2001)                                                                     |
| Emelec               | 1 (2008)                                                                     |
| Once Caldas          | 1 (2009)                                                                     |
| El Nacional          | 1 (2010)                                                                     |
| Palestino            | 1 (2017)                                                                     |
| Audax Italiano       | 1 (2018)                                                                     |
| Millonarios          | 1 (2020)                                                                     |
| Universidad Católica | 1 (2024-II)                                                                  |

### Títulos por país
| País     | Campeonatos                                                                   |
| Perú     | 12 (1995, 1996, 2002, 2013, 2014, 2015, 2016, 2019, 2022, 2023, 2024-I, 2025) |
| Ecuador  | 3 (2001, 2008, 2010)                                                          |
| Chile    | 3 (2017, 2018, 2024-II)                                                       |
| Colombia | 2 (2009, 2020)                                                                |